# كيث كارتر (مصور)
كيث كارتر (بالإنجليزية: Keith Carter)‏ هو مصور أمريكي، ولد في 3 يونيو 1948 في ماديسون في الولايات المتحدة.

## روابط خارجية
- كيث كارتر على موقع ميوزك برينز (الإنجليزية)